# Santa Cecília d'Elins
Santa Cecília d'Elins és un antic monestir benedictí romànic situat en el terme municipal de Montferrer i Castellbò (Alt Urgell). Actualment és una casa de pagès coneguda amb el nom de Cal Monestir. Està inclosa en l'Inventari del Patrimoni Arquitectònic de Catalunya.

## Història
El cenobi és documentat des del 881, però a partir del segle x entrà en una forta decadència. El 1078 els comte d'Urgell Ermengol IV el va suprimir i el va convertir en una comunitat de monges també benedictines arribades des del monestir barceloní de Sant Pere de les Puel·les. El 29 de desembre de 1079 el bisbe Bernat Guillem d'Urgell va consagrar l'església amb tres nous altars, dedicats a Santa Cecília, la Verge Maria i a la Santa Fe. A l'acte de consagració es van ratificar les donacions realitzades pels comtes d'Urgell que incloïen tota la vall d'Elins i algunes terres a comarques com la del Pallars, a Girona o a Agramunt.
El 1134, l'abat del monestir de Sant Sadurní de Tavèrnoles va realitzar una reforma general del cenobi femení. A mitjan segle xii es va reformar l'església i se la va dotar de llibres i ornamentacions. Durant el segle xiv va entrar en decadència i el monestir va ser anul·lat el 1383 en ser reduït a un priorat. La comunitat es va traslladar a Castellbò, formant el 1436 una col·legiata que va heretar les terres i possessions de l'antic monestir.
L'any 1680 el monestir era arruïnat i, a partir d'un moment indeterminat fou utilitzat com a borda. Cap a la dècada de 1940 fou parcialment transformat en mas per la família que hi habita actualment.

## Edifici
Les restes de l'església de l'antic monestir de Santa Cecília d'Elins han estat aprofitades per construir una casa de pagès amb les corresponents estructures agroramaderes. Malgrat tot, es fa perfectament visible dins de les construccions actuals l'antiga església, que tingué unes dimensions considerables i originàriament una planta basilical de tres naus encapçalades a ponent per tres absis semicirculars. Del cos de les naus només es conserven els murs perimetrals i el mur, amb tres arcs formers, que separava la nau central de la meridional, així com una part del brancal meridional de l'absis central i vestigis de la seva cobertura. Les cobertes originals han desaparegut totalment i, actualment, les cobertes dels àmbits de les naus laterals són més elevades que les de la nau central, circumstància que és inversa a la disposició original. La porta principal, en arc de mig punt, s'obre a la façana de llevant, on l'àmbit de la nau central és ressaltat amb dues pilastres. L'aparell és de carreus de pedra sorrenca d'un característic color vermellós, ben tallats i escairats i disposats en filades molt regulars.